# Saša Ciani
Saša Ciani (Šempeter pri Gorici, 25 marzo 2003) è un cestista sloveno.

## Carriera

### Nazionale
Nel 2022 ha partecipato all'Europeo Under-20, disputato in Montenegro e terminato al decimo posto finale.

## Palmarès

### Individuale
- Quintetto ideale della Juniorska ABA Liga: 1

Cedevita Olimpija: 2021-22